# Черняк, Иван Дмитриевич
Иван Дмитриевич Черняк (1 мая 1932 года — 19 января 2001 года, Мариуполь) — передовик производства, сталевар Ждановского металлургического завода имени Ильича Министерства чёрной металлургии Украинской ССР, Донецкая область, Украинская ССР. Герой Социалистического Труда (1977). Заслуженный металлург Украинской ССР.

## Биография
После окончания Ждановского ремесленного училища с 1950 года работал подручным сталевара, сталеваром цеха № 2 Ждановского металлургического завода имени Ильича.
В 1977 году удостоен звания Героя Социалистического Труда за выдающиеся трудовые достижения.
После выхода на пенсию проживал в Мариуполе, где скончался в 2001 году. Похоронен на Старокрымском кладбище в окрестностях Мариуполя.
Именем Ивана Черняка названа улица в Мариуполе в Центральном районе города (образована в 2014 году).

## Награды
- Герой Социалистического Труда — указ Президиума Верховного Совета СССР от 12 мая 1977 года
- Орден Ленина — дважды
- Орден Октябрьской Революции